# وستورپ، سافک
وستورپ (به انگلیسی: Westhorpe) یک روستا و محله مدنی در بریتانیا است که در Mid Suffolk واقع شده‌است. وستورپ ۲۰۸ نفر جمعیت دارد.